# Municipio de Kildare
El municipio de Kildare (en inglés: Kildare Township) es un municipio ubicado en el condado de Swift en el estado estadounidense de Minnesota. En el año 2010 tenía una población de 151 habitantes y una densidad poblacional de 1,66 personas por km².

## Geografía
El municipio de Kildare se encuentra ubicado en las coordenadas 45°17′6″N 95°25′41″O / 45.28500, -95.42806. Según la Oficina del Censo de los Estados Unidos, el municipio tiene una superficie total de 91.01 km², de la cual 90,12 km² corresponden a tierra firme y (0,98 %) 0,89 km² es agua.

## Demografía
Según el censo de 2010, había 151 personas residiendo en el municipio de Kildare. La densidad de población era de 1,66 hab./km². De los 151 habitantes, el municipio de Kildare estaba compuesto por el 98,68 % blancos y el 1,32 % eran de una mezcla de razas. Del total de la población el 5,96 % eran hispanos o latinos de cualquier raza.